# Заробская Робья
Заробская Робья (Боровская Робья) — река в России, протекает по Новгородской области. Устье реки находится в 73 км от устья Ловати по правому берегу. До слияния с Язвищенской Робьей называется Боровская Робья, ниже по течению — Заробская Робья. Исток реки находится в Марёвском районе, ниже небольшой участок русла (около 1 км) находится в Поддорском районе, и дальше до устья река протекает по Старорусскому району. Длина реки составляет 69 км, площадь водосборного бассейна — 594 км².
- В 35 км от устья, по левому берегу впадает Язвищенская Робья.
- В 32 км от устья, по левому берегу впадает Щебенка.
- В 17 км от устья, по правому берегу впадает Болдониха.

## Данные водного реестра
По данным государственного водного реестра России относится к Балтийскому бассейновому округу, водохозяйственный участок реки — Ловать и Пола, речной подбассейн реки — Волхов. Относится к речному бассейну реки Нева (включая бассейны рек Онежского и Ладожского озера).
Код объекта в государственном водном реестре — 01040200312102000023780.